# Авдіївка (Новгород-Сіверський район)

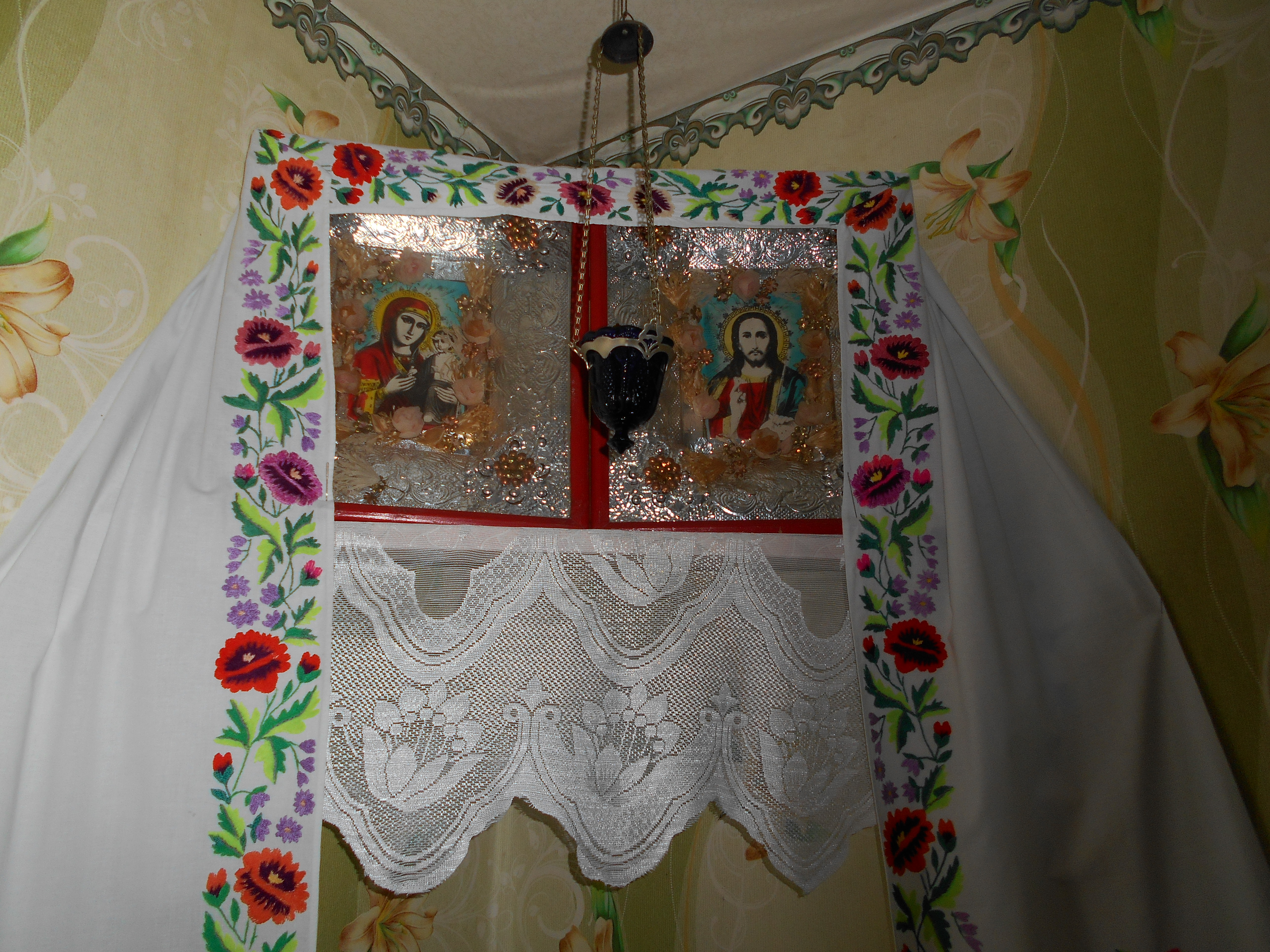

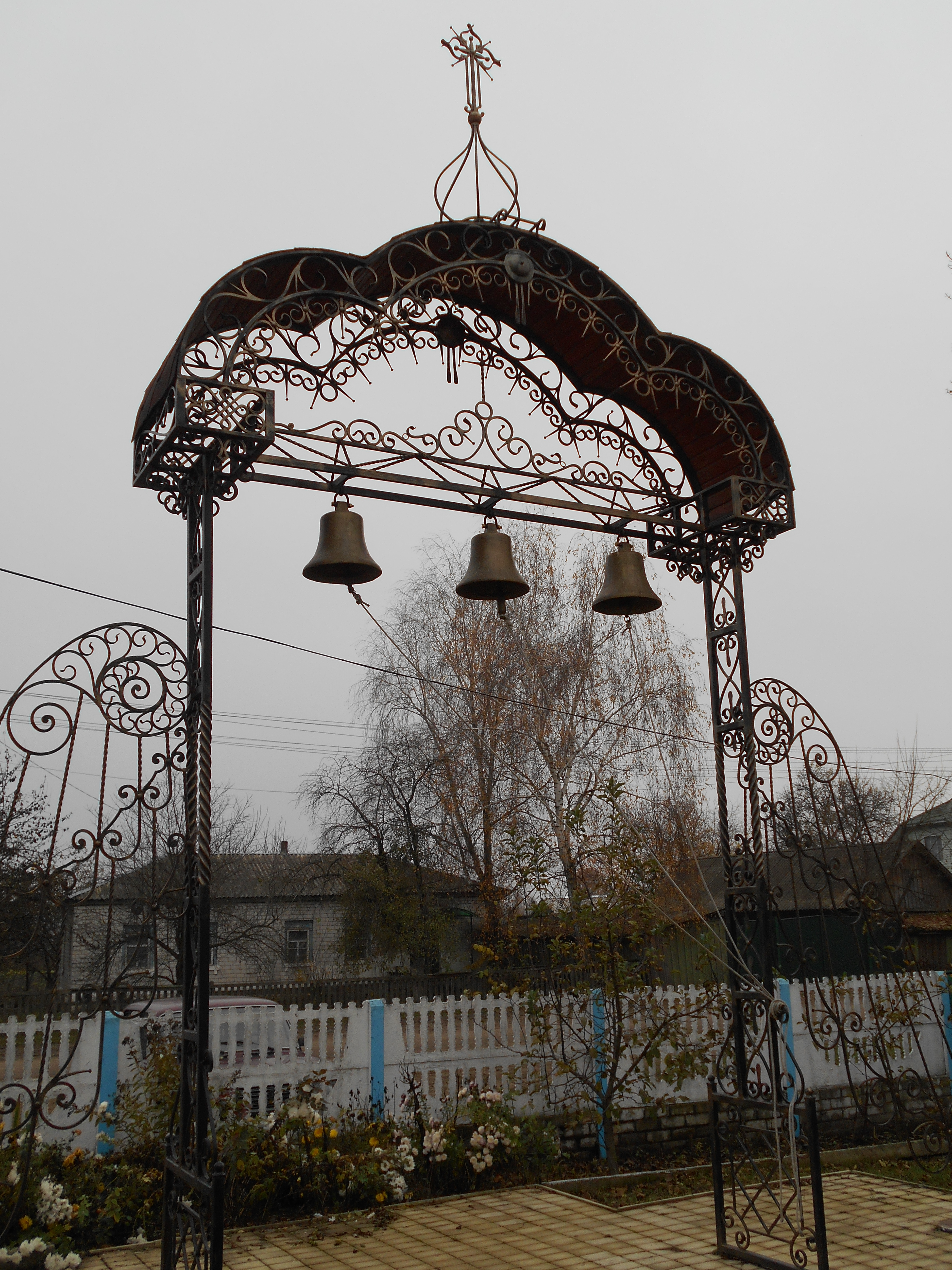

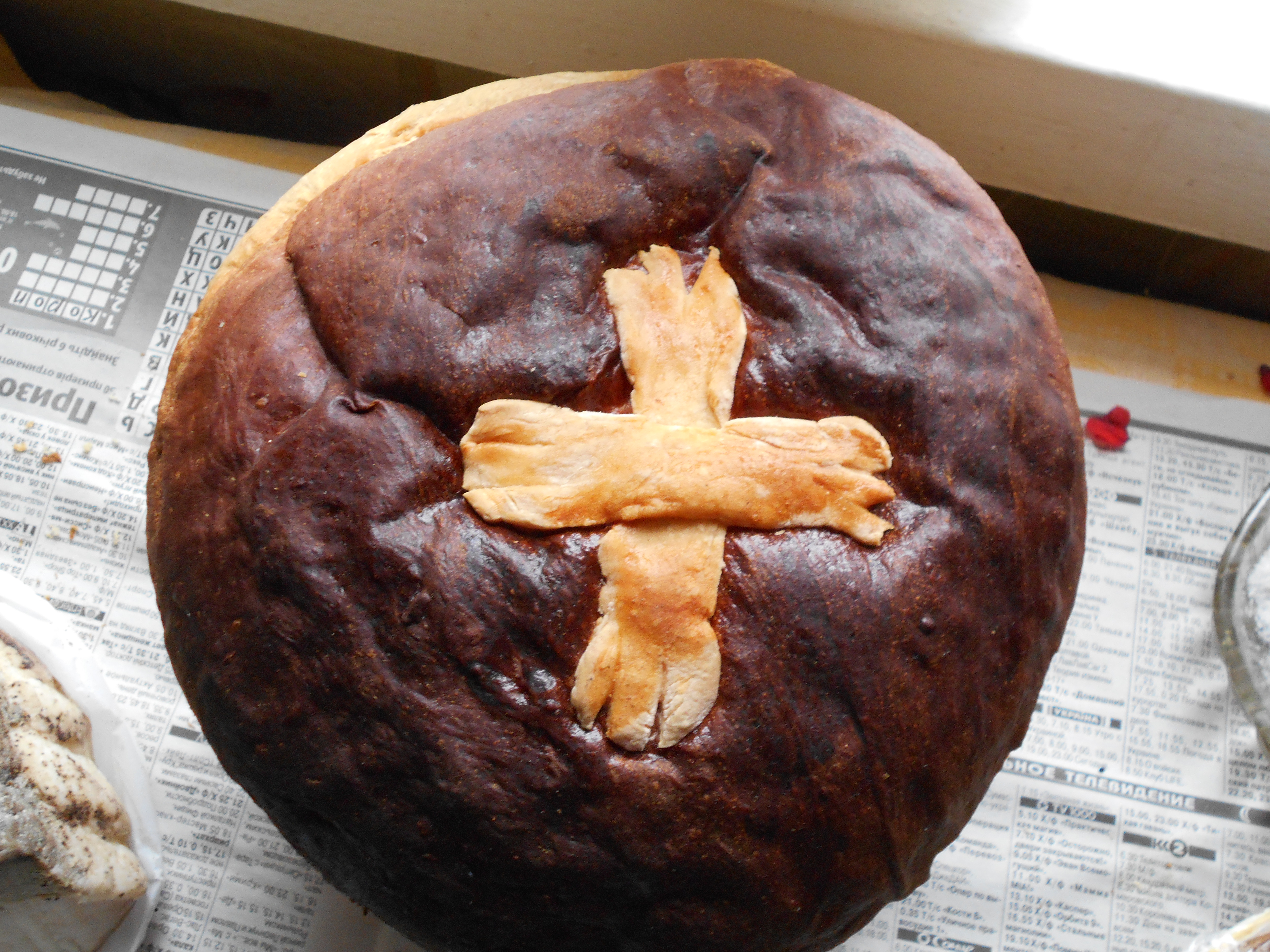

Авді́ївка — село в Україні, у Понорницькій селищній громаді Новгород-Сіверського району Чернігівської області. Населення становить 2012 осіб. До 2020 орган місцевого самоврядування — Авдіївська сільська рада.

## Населення

### Мова
Розподіл населення за рідною мовою за даними перепису 2001 року:
| Мова       | Кількість | Відсоток |
| ---------- | --------- | -------- |
| українська | 1999      | 99.35%   |
| російська  | 13        | 0.65%    |
| Усього     | 2012      | 100%     |

2016 рік - 2178 чоловік.

## Географія
Село лежить на півдорозі між Сосницею і Новгородом-Сіверським, старе поселення розташоване на річці Кистер, що впадає в Убідь.

### Клімат
| Клімат Авдіївки           | Клімат Авдіївки | Клімат Авдіївки | Клімат Авдіївки | Клімат Авдіївки | Клімат Авдіївки | Клімат Авдіївки | Клімат Авдіївки | Клімат Авдіївки | Клімат Авдіївки | Клімат Авдіївки | Клімат Авдіївки | Клімат Авдіївки | Клімат Авдіївки |
| Показник                  | Січ.            | Лют.            | Бер.            | Квіт.           | Трав.           | Черв.           | Лип.            | Серп.           | Вер.            | Жовт.           | Лист.           | Груд.           | Рік             |
| Середній максимум, °C     | −3,8            | −2,9            | 2,1             | 12,2            | 19,8            | 23,0            | 24,3            | 23,5            | 18,1            | 11,0            | 3,3             | −1              | 10              |
| Середня температура, °C   | −7              | −6,2            | −1,4            | 7,6             | 14,3            | 17,6            | 19,0            | 18,0            | 13,0            | 6,9             | 0,7             | −3,7            | 6               |
| Середній мінімум, °C      | −10,2           | −9,5            | −4,9            | 3,0             | 8,9             | 12,3            | 13,8            | 12,6            | 7,9             | 2,9             | −1,9            | −6,3            | 2               |
| Норма опадів, мм          | 42              | 33              | 34              | 42              | 46              | 70              | 81              | 64              | 49              | 42              | 49              | 50              | 602             |
| ------------------------- | --------------- | --------------- | --------------- | --------------- | --------------- | --------------- | --------------- | --------------- | --------------- | --------------- | --------------- | --------------- | --------------- |
| Джерело: climate-data.org |                 |                 |                 |                 |                 |                 |                 |                 |                 |                 |                 |                 |                 |

## Історія
Поблизу Авдіївки — курган і поселення часів Київської Держави (10 — 13 ст.). Курган часів Русі досліджував 1870 року Дмитро Самоквасов, де були знайдені мідні і срібні монети, мечі та сокири
Перша згадка — 1596.
За легендами, село засноване Авдієм, боярином новгород-сіверського князя. Принаймні, у часи козаччини про село вже є численні згадки — одним із перших поселенців згадується Волошко. Таке прізвище і досі побутує в селі. Селище — місце першого поселення авдіївців, було знищене московськими військами Петра I під час боротьби гетьмана Івана Мазепи і зараз від нього нема й помітного сліду. Так само як і практично безслідною залишилась Лиса Гора — традиційне місце відьомських шабашів.
Про боярина Авдія згадує і архієпископ Чернігівський Філарет Гумілевський
Село належало полковнику Василю Дуніну- Борковському, гетьманам Данилу Апостолу та Івану Скоропадському. Нащадків останнього досі в селі називають Шкурапатськими. Зберігся Панський ставок — частина маєтності Скоропадських. Урочище Три Ставки на хуторі Наталіївському, де було виробництво цегли, також має лише ставки — їх нищити комуністам було найважче.
За переписом 1666 року в Авдіївці було 38 ґрунтових селянських дворів, 1 підсусідок, 22 бобилі. Селяни мали 19 волів, 61 коня.
Населення Авдіївки брало участь у визвольній війні українського народу 1648—54, революційних подіях 1905—07. У 1845 році засновано цукровий завод Скоропадських, а 1847 засновано цукровий завод (на хуторі Наталіївському) купців Биховських. Діяло земське однокласне училище (1875), відкрите стараннями видатного земського діяча Олександра Карпинського. Збереглася могила вчительки Євдокії Нерети біля Казанської церкви.   Тоді ж Авдіївка стала центром окремої волості.
У 1866 році в Авдіївці налічувалося 239 дворів, 1818 жителів, у 1897 - 524 двори і 2825 жителів В селі з 1875 року діяло земське однокласне училище, 5 разів на рік проходили ярмарки. За даними Філарета Гумілевського у 1860 році прихожан у церкві було 1062 чоловіків та 1130 жінок. А в самому храмі на рештах древнього іконостасу  був напис: "сей иконостас соделань при священнике ОТЦЕ Остапе со Яковомь Мазепою..." Найперша церква в Авдіївці згадується 1643 року. Первісно церква була посвячена Різдву Христовому, а коли згоріла - побудована кам'яна і, як наслідок русифікації церковного українського життя російським Синодом, найменована Казанської ікони Божої Матері.
Із села вийшла перша виконавиця ролі Наталки - Полтавки в опері Миколи Лисенка Марія Загорська - Ходот, від якої, як талановитої збирачки та виконавиці народних пісень, композитор записав ряд пісень, які увійшли до третього випуску зібрань композитора. Марія Загорська - Ходот входила до числа створеного в Чернігові Леонідом Глібовим "Товариства кохаючих рідну мову".
1900 року в селі відкрита народна бібліотека, попечителем якої був Василь Скоропадський. 1911 року бібліотека мала найбільшу кількість передплатників у повіті - 376, видач - 921. Згодом, у 1923 році, вона була у віданні місцевого осередку товариства "Просвіта".
1908 року в селі відкрита медична амбулаторія. На переселення лише з 1906 р. по 1911р. виїхало з села 576 людей. Вони заснували с. Авдіївку на Далекому Сході.
1905 року через вбивство есерами на чолі із Савицьким російського урядника Борсукова, у селі введено військовий стан. У селі постійно перебували урядник і два стражники - інгуші. Авдіївський поміщик Георгій  Скоропадський був головою Сосницької повітової земської управи та членом Державної Думи Російської імперії
У січні 1918 року  у селі створено ревком на чолі з Іваном Бугровим. Авдієвець Гаврило Корнієнко воював у Сірожупанній дивізії армії УНР і брав участь у параді, який приймав гетьман Павло Скоропадський. У травні 1919 р. куркулі вибрали свою сільську раду. Комуністи викликали каральний загін. Відбулося повстання селян проти червоних – арештовано 30 куркулів , хлібні запаси конфісковані. В 1920-ті роки в селі діяли два повстанські загони Рака та Ващенка, які виступали за УНР. У 1921 році створено комуну "Свобода", яку 1930 року перетворено на колгосп "Перемога". У 1933 році було створено МТС. Село постраждало від Голодомору-Геноциду 1932—1933 року, організованого комуністичною владою Москви. Про це згадує Тарас Кашич: "Нині покійна прабаба, яка з 1907 року народження, розповідала, що люди і люпин їли - потім сліпли. Люди ходили опухші, з ніг тікла сукровиця. На печі висів вузлик з квасолею і той забрали, ходили по дворах прод - загони з металевими палками і штирхали ними землю, так шукали закопане зерно... У сусідів, що жили навпроти через дорогу, вузлик зерна забрали з дитячої колиски, яка висіла посеред хати на верьовках, прибитих до сволоку. Люди ходили по селу, щось міняли, щоб якось вижити, ходили в Понорницю в базар - міняли не фунтами як було раніше, а стаканами. Розповідала що і їжаків їли і ворон стріляли із берданки та їх їли. Ходили до старих колгоспних буртів, де зберігається зимою картопля, і шукали лушпиння чи гнилу їли і виживали хто як міг. Пропаганда партійна волала на ввесь світ, що то був неурожай посуха, - брехня, яку видумали совети: якщо і була б посуха і неурожай, люди вижили б на старих запасах".
Під час радянсько - німецької війни біля села відбувалися досить значні бої  Під час окупації села німцями відкрито церкву, яка була закрита комуністами. Церква, за спогадами Поліни Єрашової, діяла до 1958 року.
Під час німецької окупації показово повішено колишнього голову сільради Миколу Васюка та розстріляно окупантами його дружину і дітей. Вбили окупанти також вчителів Семена Лялька,  Федора Деркача, Степаниду Рибалко, першого голову колгоспу "Веселий гай" Євраха Куліша та його дружину, першого голову колгоспу "Перемога" Петра Жука та інших. В той же час комуністичні партизани вбили священика о. Мисаїла та Івана Лазаренка, єдиною виною якого було те, що мав доброго кожуха.
З 1942-1961 входила до складу Понорницького району.
У червні 1942 р. на роботи до Німеччини було відправлено 133 сільчан, переважно жінок. З 400 мобілізованих на фронт селян загинуло 300 (75%).
В селі — колективні могили сталінських солдатів. 298 уродженців села сталінські генерали довели до смерті на фронтах Другої світової війни. 1958 р. встановлено меморіальні плити в пам'ять про жертв сталінських мобілізацій.
До складу Авдіївки входить колишнє село Лузики.
В Авдіївській школі навчався заслужений художник Російської Федерації Анатолій Степанович Шульжинський (нар. 1938), уродженець села Лоска, який довгий час жив і працював у Норильську.
Назви кутків та урочищ: Чепурнівка, Ковалівка, Аксютовка, Єгорівка, Індиковка, Забігайлівка, Поділ, Понорницький шлях, Шаболтасівський шлях, Гвоздове, Копані Штани, Авраменкова, Миска, Шкрамадиха, Надточіївка, Пашкове, Три ставки, Кругле, Москалевщина, Скриня, Жидівщина.
12 червня 2020 року, відповідно до розпорядження Кабінету Міністрів України № 730-р «Про визначення адміністративних центрів та затвердження територій територіальних громад Чернігівської області», увійшло до складу Понорницької селищної громади.
19 липня 2020 року, в результаті адміністративно-територіальної реформи та ліквідації Сосницького району, увійшло до складу Новгород-Сіверського району Чернігівської області.

## Культура
В селі діє колектив «Гармонія», який виступає в автентичних українських сорочках.

## Відомі люди
- Чепурний Василь Федорович (1964) — український журналіст, просвітянин, письменник;
- Вальков Василь Матвійович (1919 - 1945) — військовик, Герой Радянського Союзу;
- Адаменко Роман Васильович — український спортсмен (панкратіон та ММА), чемпіон світу у важкій вазі по панкратіону;
- Чепурна Марія Миколаївна (1948—1995) — українська поетеса;
- Самарцева Олександра Антонівна (1954) — українська поетеса, художниця, підприємець;
- Симоненко Володимир Іванович (1943- 1994) — український вчитель і поет;
- Скрипка Ганна Олексіївна — українська поетеса;
- Адамчик Григорій Єрмолайович (1919—1997) — орденоносець, голова колгоспу «Прогрес»